# Carl Härle
Carl Härle (* 26. August 1879 in Königseggwald; † 26. August 1950 in Mülheim an der Ruhr) war ein deutscher Industriemanager und Werksdirektor der Firma August Thyssen & Co.

## Leben und Wirken

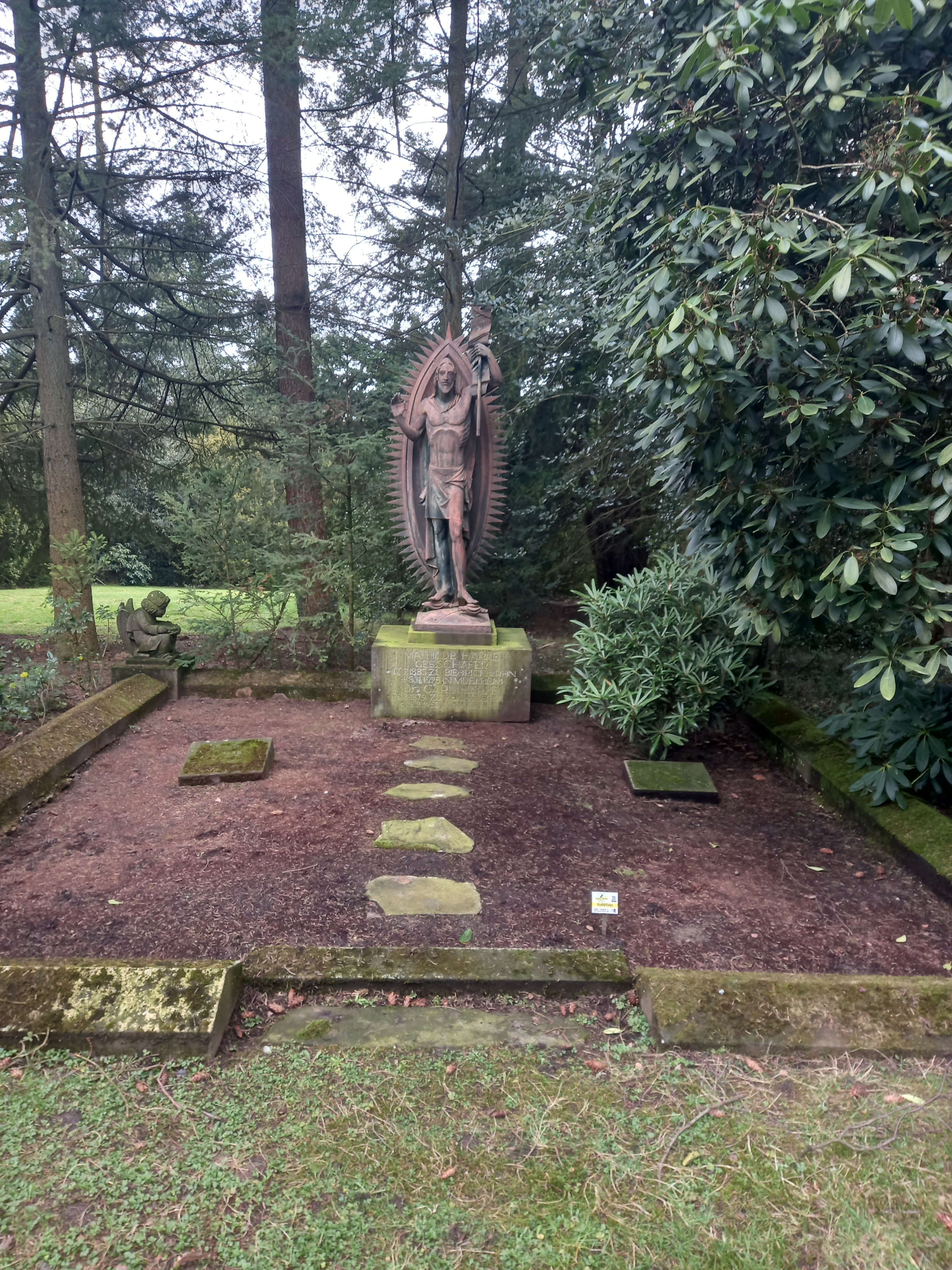
Das Grab von Carl Härle und seiner Ehefrau Mathilde geborene Schäfer auf dem Hauptfriedhof Mülheim an der Ruhr

Carl Härle wurde als Sohn des Braumeisters Fridolin Härle (1844–1918) und seiner Frau Bertha (1855–1928) im württembergischen Königseggwald geboren. Nach dem Besuch des Gymnasiums arbeitete er zunächst als Bankangestellter und Fremdsprachenkorrespondent in London. Anschließend studierte er Jura in Leipzig und Tübingen, promovierte 1906 an der Universität Tübingen und legte 1908 das Assessorexamen in Stuttgart ab. Seine berufliche Laufbahn begann er bei den Thyssen-Stahlwerken in Krefeld. 1909 wurde er als Prokurist in die Thyssensche Firmenzentrale nach Mülheim an der Ruhr berufen. Hier war er unter anderem dafür zuständig, August Thyssen bei der Um- und Neugliederung des Gesamtkonzerns sowie der Umsetzung sozialer Maßnahmen zu beraten. Nachdem er von 1914 bis 1917 als Soldat im Ersten Weltkrieg gekämpft hatte, engagierte er sich nach Kriegsende bei der Reorganisation des Konzerns. Härle war Alleinvorstand der Firma Thyssen & Co., Mitglied des Grubenvorstandes der August-Thyssen-Hütte sowie Aufsichtsratsmitglied der Gelsenkirchener Bergwerks AG und der Vereinigten Stahlwerke. Er genoss das uneingeschränkte Vertrauen August Thyssens und wirkte nach dessen Tod im Jahr 1926 als sein Testamentsvollstrecker. Härles privates Interesse galt der Kultur, was er unter anderem in der Förderung des Germanischen Nationalmuseums in Nürnberg und des Folkwang-Museums in Essen ausdrückte.

## Familie
Härle heiratete Mathilde Schäffer (1885–1928), eine Tochter des Zementfabrikanten Gottlieb Schaefer (1850–1900). Das Paar hatte drei Töchter, darunter Maria Härle (* 20. November 1918; † 23. Januar 1996) die als Malerin bekannt wurde. Maria gründete zusammen mit ihrer Schwester Regina (* 13. Juni 1921; † 8. Oktober 2000) die gemeinnützige Stiftung Arboretum Park Härle auf dem ererbten Landsitz.

## Weitere Quellen
- Stiftung Arboretum Park Härle Geschichte
- ThyssenKrupp Konzernarchiv, Bestand A/1807
- Stadtarchiv Mülheim an der Ruhr, Bestand 1550

| Personendaten    | Personendaten                                |
| ---------------- | -------------------------------------------- |
| NAME             | Härle, Carl                                  |
| KURZBESCHREIBUNG | deutscher Industriemanager und Werksdirektor |
| GEBURTSDATUM     | 26. August 1879                              |
| GEBURTSORT       | Königseggwald                                |
| STERBEDATUM      | 26. August 1950                              |
| STERBEORT        | Mülheim an der Ruhr                          |